# مایکل آی. جردن
مایکل اروین جردن (زاده ۲۵ فوریه ۱۹۵۶) دانشمند آمریکایی، استاد دانشگاه کالیفرنیا، برکلی و پژوهشگر یادگیری ماشین ، آمار و هوش مصنوعی است .
جردن در سال 2010 به دلیل مشارکت در مبانی و کاربردهای یادگیری ماشین به عضویت آکادمی ملی مهندسی انتخاب شد.
مناو یکی از چهره های برجسته در یادگیری ماشین است و در سال 2016 ساینس او را به عنوان تأثیرگذارترین دانشمند کامپیوتر جهان معرفی کرد.